# Sächsisches Staatsministerium für Wissenschaft, Kultur und Tourismus
Das Staatsministerium für Wissenschaft, Kultur und Tourismus (SMWK) ist eine Oberste Landesbehörde des Freistaates Sachsen mit Sitz in der Landeshauptstadt Dresden. Es ist seit der Gründung des Freistaates 1990 die Aufsichtsbehörde im Hochschulwesen und trug bis 2019 die Bezeichnung Staatsministerium für Wissenschaft und Kunst. Das Ministerium befindet sich im Regierungsviertel in der Wigardstraße 17 am Standort der ehemaligen Dreikönigschule. Vorgängerbehörden existierten im „alten“ Sachsen nicht, diese Aufgaben hatte das Kultusministerium inne. Seit 2019 leiten Sebastian Gemkow (CDU) als Staatsminister für Wissenschaft sowie Barbara Klepsch (CDU) als Staatsministerin für Kultur und Tourismus die Behörde. Staatssekretärin ist Heike Graßmann.

## Aufgaben

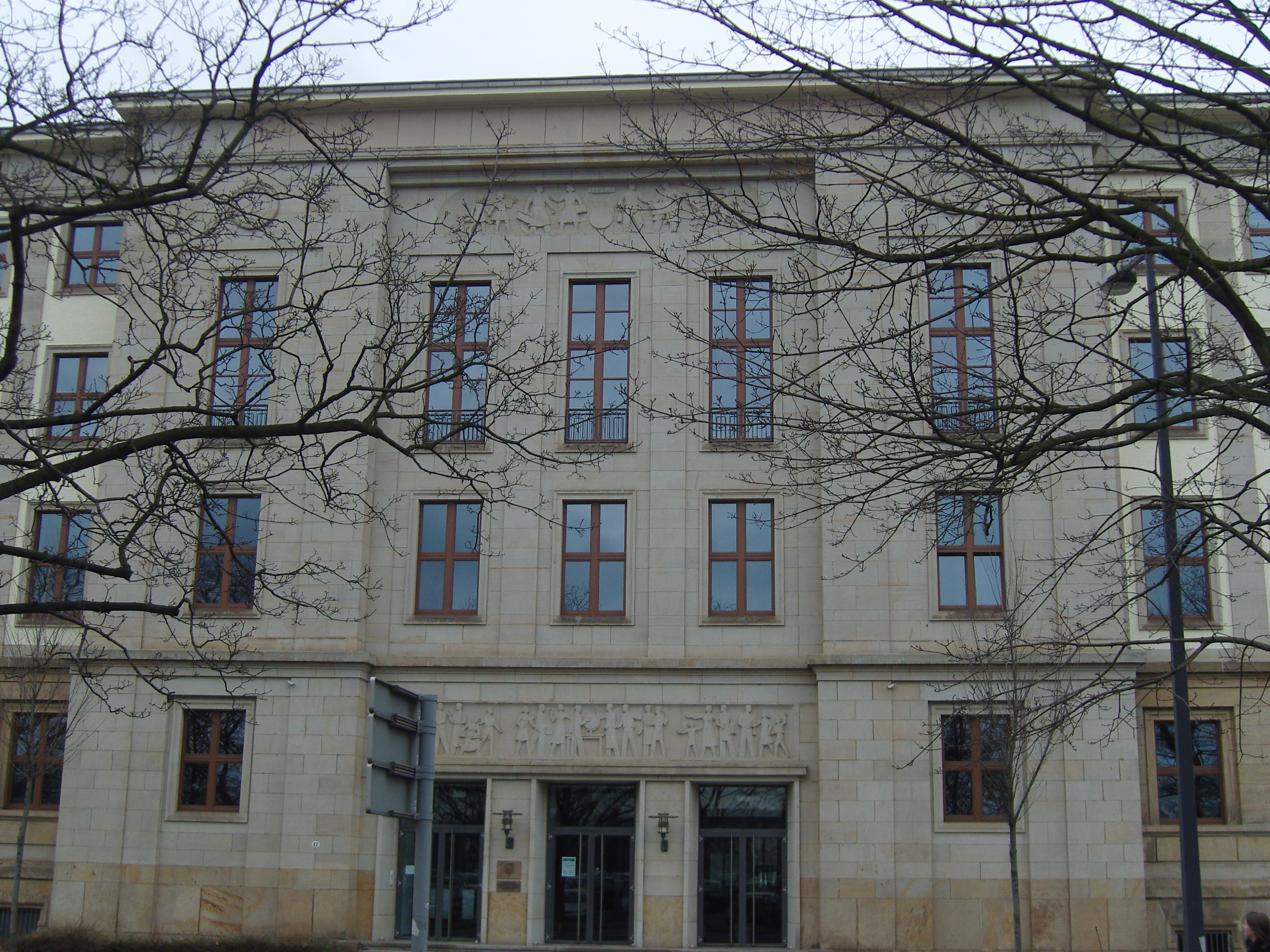
Gebäude des Ministeriums, erbaut für das Pädagogische Institut Dresden

Das Sächsische Staatsministerium für Wissenschaft und Kunst ist für das Hochschulwesen in Sachsen zuständig, insbesondere für die Universitäten und die Universitätskliniken. Unter die Zuständigkeit des Ministeriums fallen auch Kunsthochschulen und Hochschulen für Technik und Wirtschaft (Fachhochschulen) sowie Berufsakademien. Das Ministerium regelt Angelegenheiten der Hochschulzulassung und der Lehrkapazitäten und legt die Studien- und Prüfungsordnungen fest. Es koordiniert Fernstudien sowie wissenschaftliche Weiterbildungen.
Das Ministerium ist weiterhin für studentische Angelegenheiten zuständig, zum Beispiel Studentenwerke. Auf internationaler Ebene trägt das Sächsische Staatsministerium für Wissenschaft und Kunst für überregionale Angelegenheiten der Forschungs-, Bildungs- und Kulturpolitik sowie für die Anerkennung und Bewertung ausländischer und inländischer Hochschulabschlüsse Verantwortung.
Weitere Aufgaben des Ministeriums bestehen in der Ausbildungsförderung an Schulen und Hochschulen, in der Ermöglichung von institutionell geförderten Einrichtungen außerhalb des Hochschulbereiches, in der Förderung der Forschung und des wissenschaftlichen Nachwuchses in Sachsen und dem Wissenschaftstransfer.
Im kulturellen Bereich ist es in Betrieb und Unterstützung von öffentlichen und wissenschaftliche Bibliotheken tätig. Eine weitere Aufgabe ist die Pflege und Förderung von Kunst und Kultur, insbesondere bei staatlichen Theatern, Orchestern und Museen. Es soll Künstler, Literatur und Film fördern und ist den Fachbehörden der Denkmalpflege und Archäologie in Sachsen übergeordnet.

## Struktur
Das Ministerium besteht aus den Büros des Staatsministers und des Staatssekretärs, dem Leitungsbüro und dem Pressebüro, außerdem gibt es den Beauftragten für Theater und Orchester.

### Vor Neugliederung
Danach existieren vier Abteilungen, denen jeweils Referate zugeteilt sind (z. B. Referat 11 zur Abteilung 1).
| Abteilung 1 Zentrale Angelegenheiten | Abteilung 2 Kunst | Abteilung 3 Hochschulen | Abteilung 4 Forschung |
| --- | --- | --- | --- |
| - Referat 11: Allgemeine Rechtsangelegenheiten, Dienstrecht - Referat 12: Organisation, Allgemeine Verwaltung, NSM, Vergabenachprüfstelle, Innenrevision - Referat 13: Bauangelegenheiten - Referat 14: Personal - Referat 15: Haushalt, Kassen- und Rechnungswesen - Referat 16: Information und Kommunikation, IT-Sicherheit - Referat 17: Hochschulsteuerung und Controllingslogistik | - Referat 21: - Allgemeine Rechts- und Kulturangelegenheiten, Sorben, Erinnerungskultur - Beauftragter für Angelegenheiten der Sorben und Geschäftsstelle des Rates für sorbische Angelegenheiten - Referat 22: Allgemeine Kulturförderung, Kulturräume - Referat 23: Kulturbetriebe | - Referat 31: Hochschulrecht und Grundsatzangelegenheiten - Referat 32: Universitäten und Kunsthochschulen - Referat 33: Wissenschaftliche Bibliotheken, Studentenwerke, Stipendien - Referat 34: Hochschulplanung und Statistik, Nachdiplomierung - Referat 35: Fachhochschulen und Berufsakademie Sachsen - Referat 36: Hochschulmedizin, strategisches Controlling | - Referat 41: Grundsatzangelegenheiten - Referat 42: EU-Angelegenheiten, Internationales - Referat 43: Bund-Länder-Forschungseinrichtungen - Referat 44: Leibniz-Institute und landesfinanzierte Forschungseinrichtungen |

### Nach Neugliederung
Das erweiterte Ministerium hat zwei Staatsminister: Sebastian Gemkow (Bereiche Wissenschaft, Hochschule und Forschung; Abteilung 3 und Abteilung 4) und Barbara Klepsch (Geschäftsbereich für Kultur und Tourismus; Abteilung 2 und Abteilung 5).
| Abteilung 3 Hochschulen | Abteilung 4 Forschung | Abteilung 1 Zentrale Angelegenheiten | Abteilung 2 Kunst | Abteilung 5 Tourismus |
| --- | --- | --- | --- | --- |
| - Referat 31: Hochschulrecht und Grundsatzangelegenheiten - Referat 32: Universitäten und Kunsthochschulen - Referat 33: Wissenschaftliche Bibliotheken, Studentenwerke, Stipendien - Referat 34: Hochschulplanung und Statistik, Nachdiplomierung - Referat 35: Fachhochschulen und Berufsakademie Sachsen - Referat 36: Hochschulmedizin, strategisches Controlling | - Referat 41: Grundsatzangelegenheiten - Referat 42: EU-Angelegenheiten, Internationales - Referat 43: Bund-Länder-Forschungseinrichtungen - Referat 44: Leibniz-Institute und landesfinanzierte Forschungseinrichtungen | - Referat 11: Allgemeine Rechtsangelegenheiten, Dienstrecht - Referat 12: Organisation, Allgemeine Verwaltung, NSM, Vergabenachprüfstelle, Innenrevision - Referat 13: Bauangelegenheiten - Referat 14: Personal - Referat 15: Haushalt, Kassen- und Rechnungswesen - Referat 16: Information und Kommunikation, IT-Sicherheit - Referat 17: Hochschulsteuerung und Controllingslogistik | - Referat 21: - Allgemeine Rechts- und Kulturangelegenheiten, Sorben, Erinnerungskultur - Beauftragter für Angelegenheiten der Sorben und Geschäftsstelle des Rates für sorbische Angelegenheiten - Referat 22: Allgemeine Kulturförderung, Kulturräume - Referat 23: Kulturbetriebe - Referat 24: Strukturwandel und Industriekultur, Europa und Internationales | - Referat 51: Tourismuspolitik, Digitalisierung, Destinationsentwicklung - Referat 52: Tourismuswirtschaft, Förderung des Tourismus, Kur- und Erholungsorte - Referat 53: Tourismusmarketing, Tourismusforschung, touristische Ansiedlung |

## Nachgeordneter Geschäftsbereich
Folgende Einrichtungen des Sächsischen Staatsministeriums für Wissenschaft und Kunst zählen zum nachgeordneten Geschäftsbereich:
- Landesamt für Archäologie Sachsen
- Sächsische Landesbibliothek – Staats- und Universitätsbibliothek Dresden
- Staatliche Kunstsammlungen Dresden
- Sächsische Staatstheater

## Staatsminister
Seit der Gründung im Jahr 1990 hatte das Ministerium sieben Staatsminister, die nahezu abwechselnd der CDU und der SPD angehörten. Seit 2019 wird das Ministerium mit Sebastian Gemkow und Barbara Klepsch von zwei Staatsministern mit unterschiedlichen Zuständigkeiten geführt.

## Geschichte der Hochschulen in Sachsen
Die 1409 gegründete Universität Leipzig ist nach der Ruprecht-Karls-Universität Heidelberg die zweitälteste deutsche Universität, die nach dem Auszug der Deutschen von der Karls-Universität Prag entstand. Von der im Ernestinischen Sachsen gegründeten Universität Wittenberg (seit 1815 nicht mehr von Dresden aus regiert) ging durch Martin Luther die Reformation aus. Auf das Jahr 1764 geht bereits der älteste Vorläufer der Hochschule für Technik, Wirtschaft und Kultur Leipzig zurück. 1765 wurde die Bergakademie Freiberg gegründet, um die Montanwissenschaften stärker zu fördern. Im 19. Jahrhundert entwickelten sich durch die Industrialisierung die Ingenieurwissenschaften stark. Die Technische Bildungsanstalt in Dresden, heute Technische Universität Dresden, entstand 1828. Die Vorläufer der Technischen Universität Chemnitz (1836), der Hochschule Zwickau (1828/1897), der Hochschule Zittau/Görlitz (1836) und der Hochschule Mittweida (1856/1867) entstanden wenig später. Die Hochschule für Technik und Wirtschaft Dresden entstand im 20. Jahrhundert (1992).

## Preise & Wettbewerbe

### Sächsischer Kunstpreis für Toleranz und Demokratie
Das Staatsministerium vergab in Zusammenarbeit mit dem Landesverband Soziokultur Sachsen e. V. den Sächsischen Kunstpreis für Toleranz und Demokratie. Mit diesem Preis wurden Künstler oder Organisationen geehrt, die sich in besonderem Maße um soziokulturelle Projekte verdient gemacht haben. Der Preis ist mit 3.000 Euro dotiert und wurde zuletzt 2011 vergeben.
Preisträger
- 2009: Stadtteilforum IDEE 01239 e. V. in Dresden-Prohlis
- 2011: Kunstprojekt Worte zum Anlehnen von Rupprecht Matthies und dem KunstRaum Dresden am Förderzentrum Sprache Dresden[5]

### Sächsischer Museumspreis
Seit 2007 vergibt das Staatsministerium alle zwei Jahre den Sächsischen Museumspreis.